# Lakeview Heights, Kentucky
Lakeview Heights är en stad (city) i Rowan County i delstaten Kentucky, USA. 2010 hade staden 185 invånare.